# 下仁田町

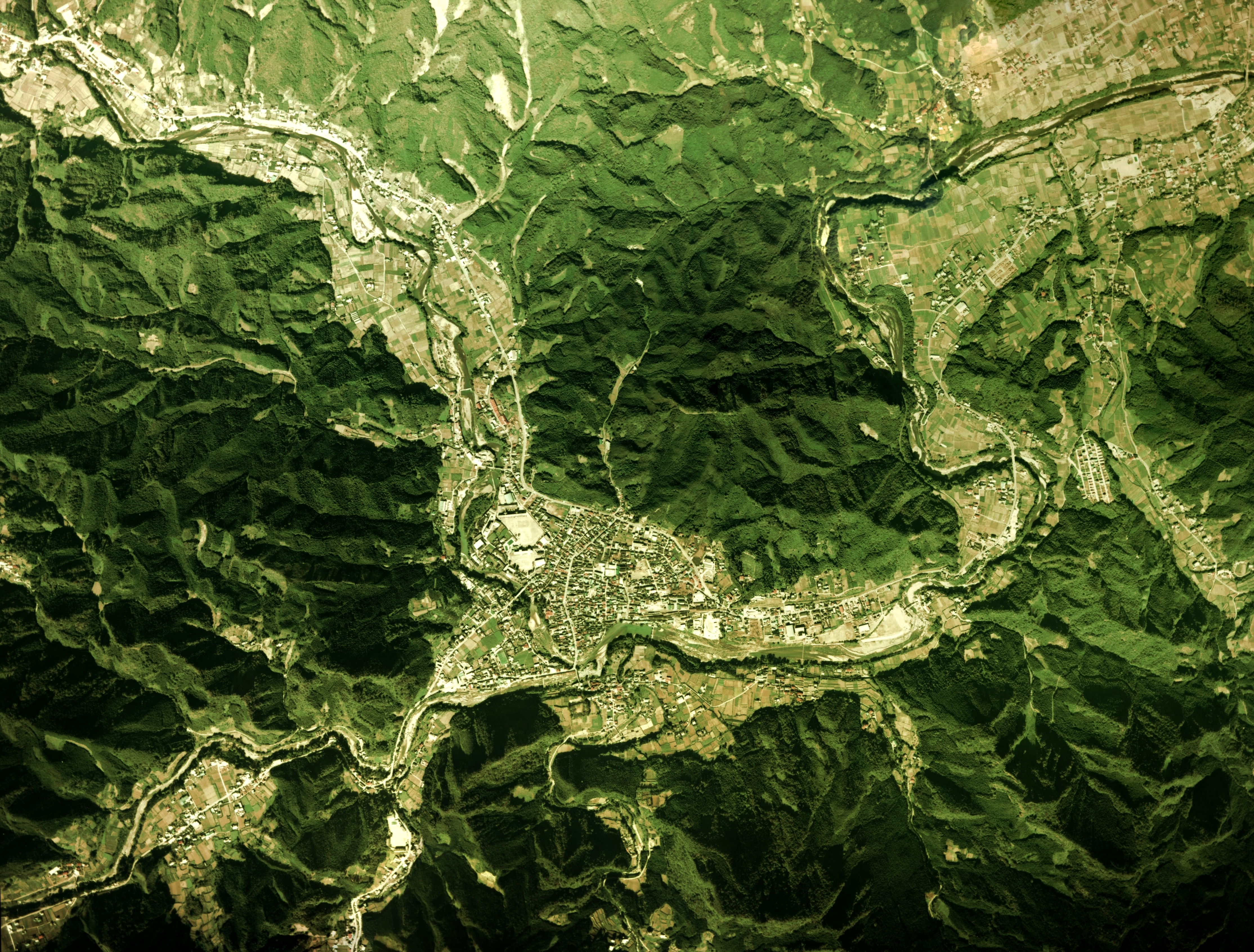
下仁田町中心部周辺の空中写真。
1975年撮影の2枚を合成作成。。

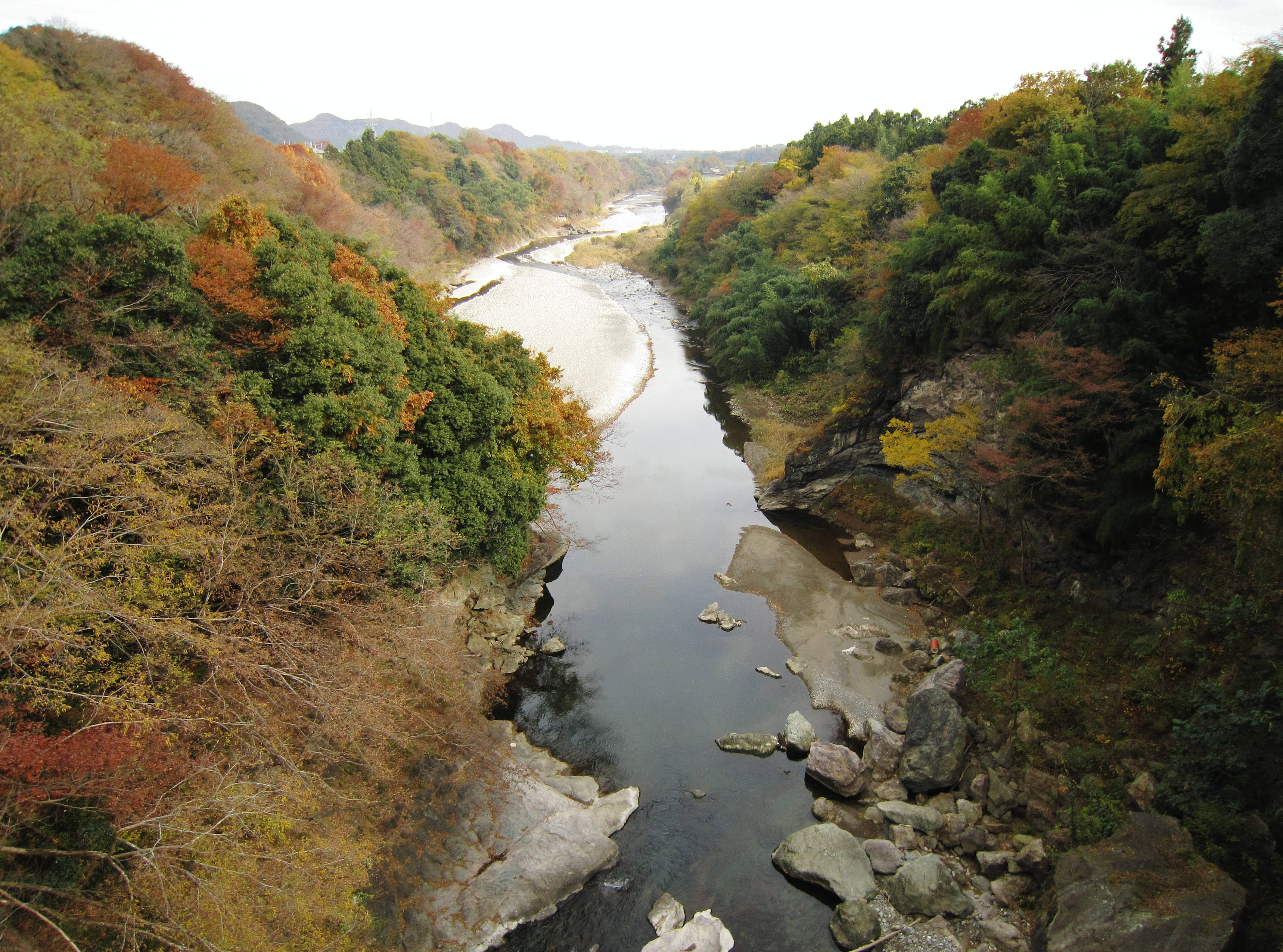
鏑川

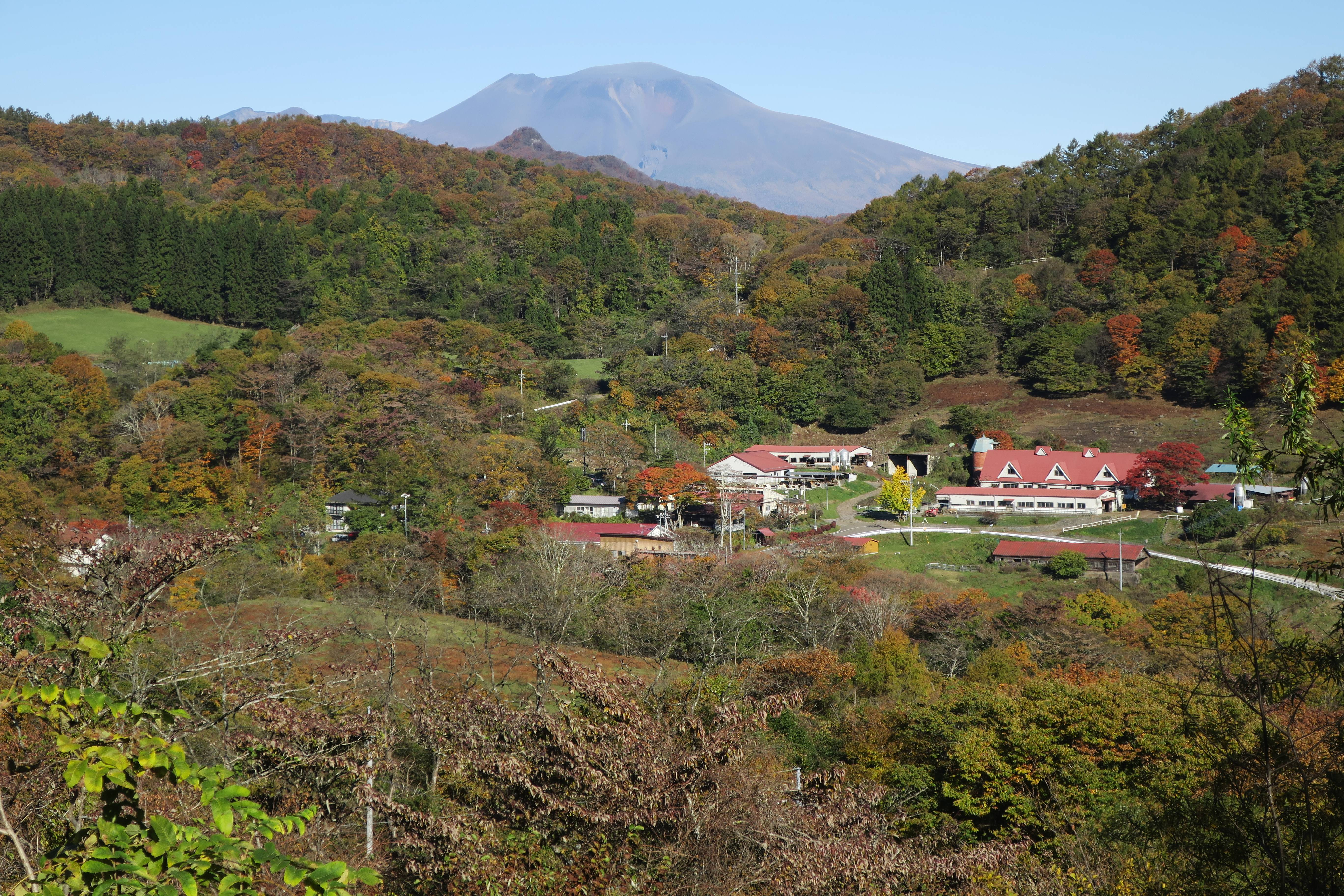
神津牧場

下仁田町（しもにたまち）は、群馬県の南西部にある町。甘楽郡に属し、下仁田ネギ、下仁田こんにゃくの産地でも有名。

## 地理
町の北部から西部の長野県境にかけて、妙義荒船佐久高原国定公園が広がる。この国定公園内には、奇岩で知られる妙義山や荒船山がある。また、長野県境の物見山東斜面には、1887年（明治20年）に開設された日本最初の洋式牧場である神津牧場が広がっている。
地球科学的に貴重な資源が多く存在すること、それを活かした活動が行われていることなどから、2011年9月に全域が下仁田ジオパークとして日本ジオパークネットワークに加盟認定されている。

### 地形
東西17.50km、南北10.25km。町面積のうち山林が約84%を占めている。

### 山岳
主要山岳（数字は標高）
- 荒船山（あらふねやま）1,423m（日本二百名山）
- 稲含山（いなふくみやま）1,370m
- 大桁山（おおげたやま）836m
- 小沢岳（おざわだけ）1,089m
- 鹿岳（かなたけ）1,015m
- 日暮山（にっくらやま）1,207m
- 御堂山（みどうやま）878m
- 妙義山（みょうぎさん）1,104m（日本二百名山）
- 物語山（ものがたりやま）1,019m
- 物見山（ものみやま）1,375m
- 四ッ又山（よつまたやま）900m

### 河川
主要河川
- 鏑川（かぶらがわ）
  - 横瀬川（よこぜがわ）
  - 栗山川（くりやまがわ）
  - 南牧川（なんもくがわ）
    - 青倉川（あおくらがわ）

  - 小坂川（おさかがわ）
  - 落沢川（おちざわがわ）
  - 馬居沢川（まいさわがわ）
  - 市野萱川（いちのかやがわ）
    - 道平川（どうだいらがわ）
    - 相沢川（あいざわがわ）
    - 屋敷川（やしきがわ）

  - 黒川川（くろかわがわ）
  - 和美川（わみがわ）
  - 　矢川川（やがわがわ）

### 気候
| 西野牧（1991年 - 2020年）の気候    | 西野牧（1991年 - 2020年）の気候 | 西野牧（1991年 - 2020年）の気候 | 西野牧（1991年 - 2020年）の気候 | 西野牧（1991年 - 2020年）の気候 | 西野牧（1991年 - 2020年）の気候 | 西野牧（1991年 - 2020年）の気候 | 西野牧（1991年 - 2020年）の気候 | 西野牧（1991年 - 2020年）の気候 | 西野牧（1991年 - 2020年）の気候 | 西野牧（1991年 - 2020年）の気候 | 西野牧（1991年 - 2020年）の気候 | 西野牧（1991年 - 2020年）の気候 | 西野牧（1991年 - 2020年）の気候 |
| 月                                 | 1月                             | 2月                             | 3月                             | 4月                             | 5月                             | 6月                             | 7月                             | 8月                             | 9月                             | 10月                            | 11月                            | 12月                            | 年                              |
| ---------------------------------- | ------------------------------- | ------------------------------- | ------------------------------- | ------------------------------- | ------------------------------- | ------------------------------- | ------------------------------- | ------------------------------- | ------------------------------- | ------------------------------- | ------------------------------- | ------------------------------- | ------------------------------- |
| 最高気温記録 °C （°F）             | 19.1 (66.4)                     | 22.4 (72.3)                     | 26.5 (79.7)                     | 32.8 (91)                       | 34.5 (94.1)                     | 37.2 (99)                       | 39.8 (103.6)                    | 39.2 (102.6)                    | 35.6 (96.1)                     | 33.1 (91.6)                     | 25.5 (77.9)                     | 22.5 (72.5)                     | 39.8 (103.6)                    |
| 平均最高気温 °C （°F）             | 7.3 (45.1)                      | 8.3 (46.9)                      | 12.0 (53.6)                     | 17.8 (64)                       | 22.5 (72.5)                     | 24.8 (76.6)                     | 28.6 (83.5)                     | 29.8 (85.6)                     | 25.4 (77.7)                     | 20.0 (68)                       | 15.0 (59)                       | 9.9 (49.8)                      | 18.4 (65.1)                     |
| 日平均気温 °C （°F）               | 1.1 (34)                        | 1.9 (35.4)                      | 5.3 (41.5)                      | 10.9 (51.6)                     | 15.9 (60.6)                     | 19.5 (67.1)                     | 23.3 (73.9)                     | 24.2 (75.6)                     | 20.2 (68.4)                     | 14.2 (57.6)                     | 8.2 (46.8)                      | 3.3 (37.9)                      | 12.3 (54.1)                     |
| 平均最低気温 °C （°F）             | −3.6 (25.5)                     | −3.2 (26.2)                     | −0.3 (31.5)                     | 4.7 (40.5)                      | 10.2 (50.4)                     | 15.2 (59.4)                     | 19.5 (67.1)                     | 20.4 (68.7)                     | 16.5 (61.7)                     | 10.1 (50.2)                     | 3.3 (37.9)                      | −1.5 (29.3)                     | 7.6 (45.7)                      |
| 最低気温記録 °C （°F）             | −9.7 (14.5)                     | −9.7 (14.5)                     | −9.0 (15.8)                     | −3.9 (25)                       | 0.5 (32.9)                      | 6.0 (42.8)                      | 12.8 (55)                       | 12.3 (54.1)                     | 6.2 (43.2)                      | −0.8 (30.6)                     | −3.9 (25)                       | −8.1 (17.4)                     | −9.7 (14.5)                     |
| 降水量 mm （inch）                 | 27.7 (1.091)                    | 27.9 (1.098)                    | 57.6 (2.268)                    | 75.1 (2.957)                    | 106.1 (4.177)                   | 163.1 (6.421)                   | 203.1 (7.996)                   | 189.0 (7.441)                   | 205.4 (8.087)                   | 156.0 (6.142)                   | 40.5 (1.594)                    | 20.9 (0.823)                    | 1,299.9 (51.177)                |
| 平均降水日数 （≥1.0 mm）           | 3.8                             | 4.2                             | 8.0                             | 8.8                             | 10.3                            | 14.0                            | 16.1                            | 13.8                            | 12.6                            | 9.7                             | 5.8                             | 4.2                             | 112.6                           |
| 平均月間日照時間                   | 209.4                           | 199.7                           | 209.4                           | 203.1                           | 201.6                           | 143.2                           | 152.6                           | 162.9                           | 126.3                           | 149.6                           | 180.0                           | 198.2                           | 2,135.3                         |
| 出典1：Japan Meteorological Agency |                                 |                                 |                                 |                                 |                                 |                                 |                                 |                                 |                                 |                                 |                                 |                                 |                                 |
| 出典2：気象庁                      |                                 |                                 |                                 |                                 |                                 |                                 |                                 |                                 |                                 |                                 |                                 |                                 |                                 |

### 隣接している自治体
- 群馬県
  - 富岡市
  - 安中市
  - 藤岡市
  - 甘楽郡 : 甘楽町、南牧村
  - 多野郡 : 神流町
- 長野県
  - 佐久市
  - 北佐久郡 : 軽井沢町

## 歴史
原始･古代
- 旧石器時代：金剛萱遺跡、吉崎遺跡、下鎌田遺跡など。
- 縄文時代：下鎌田遺跡（現・下仁田IC）、吉崎遺跡、杣瀬遺跡、川井天狗平遺跡、初鳥屋遺跡（出土した石棒は市指定文化財）、米山遺跡、本宿地内遺跡、荒船風穴岩陰遺跡など。
- 弥生時代：只川橋下岩陰遺跡、川井天狗平遺跡、鷹ノ巣城跡遺跡。
- 古墳時代：馬山古墳群
  - 大塚古墳（馬山村18号墳）、竹ノ上古墳（馬山村20号墳）のみ現存。

- 江戸時代は中山道脇往還沿いの宿場町として大いに賑わった。本宿、下小坂地区も宿場町として栄え、西牧関所が置かれた。
  - 元治元年（1864年）11月16日、京都に向かう天狗党の軍勢と、高崎藩兵との間で戦闘が発生し、天狗党が勝利。翌日、天狗党は信濃国へ向かった（下仁田戦争）[3]。
- 1871年（明治4年）8月29日 - 廃藩置県により岩鼻県甘楽郡に所属。関係する村名は以下のとおり。
  - 青倉・大桑原・風口・宮室・下仁田・栗山・吉崎・川井・馬山・白山・下小坂・中小坂・上小坂・大平・森平・坂詰・本宿・根小屋・黒川・漆萱・矢川・藤井・芦野平・三ツ瀬・市野萱・入山・恩賀の27村
- 1871年（明治4年）[年号要検証]12月10日 - 所属が群馬県に変更される。
- 1872年（明治5年）[年号要検証] - 大区小区制となり、関係村は以下のように区分される。同年下仁田村は下仁田町となる。
  - 22-1（下小坂・中小坂・上小坂の3村）
  - 22-6（馬山・白山の2村）
  - 22-7（下仁田・栗山・吉崎・川井の1町3村）
  - 22-8（青倉・大桑原・風口・宮室の4村）
  - 22-10（大平・森平・坂詰・本宿・根小屋・黒川・漆萱・矢川・藤井・芦野平・三ツ瀬・市野萱・入山・恩賀の14村）
- 1873年（明治6年）6月15日 - 所属が熊谷県に再変更される。
- 1875年（明治8年）10月14日 - 本宿・大平・森平・藤井・芦野平・三ツ瀬・市野萱・根小屋・漆萱・黒川・矢川・恩賀・入山・坂詰の14村が合併し、西野牧村が成立。
- 1876年（明治9年）8月21日 - 三度、所属が群馬県へと変わる。
- 1878年（明治11年）7月 - 甘楽郡が南北甘楽郡に分割されたことから、郡名が北甘楽郡となる。
- 1882年（明治15年）5月 - 西野牧村は、本宿村（本宿）、南野牧村（芦野平・藤井・三ツ瀬・市野萱）、西野牧村（漆萱・根小屋・黒川・矢川）、北野牧村（恩賀・入山）東野牧村（大平・森平・坂詰）に分村。
- 1889年（明治22年）4月 - 町村制施行により下記の町村が成立する。
  - 下仁田町（下仁田町・吉崎村・川井村・栗山村が合併）
  - 青倉村（青倉村・宮室村・大桑原村・風口村に南甘楽郡平原村を編入合併）
  - 馬山村（馬山村・白山村を合併）
  - 西野牧村
  - 本宿村
  - 南野牧村
  - 坂牧村（上小坂村・中小坂村・下小坂村・東野牧村が合併）
  - 北野牧村は、西野牧村の一部（千駄木・向山・栗ノ木下横谷・新井・野原・丸山・小山平・新林中河原）とともに、碓氷郡坂本町と合併。
- 1890年（明治23年）4月 - 坂牧村が改称して小坂村となる。同年12月、本宿村・南野牧村・西野牧村が合併し、西牧村となる。
- 1950年（昭和25年）4月 - 北甘楽郡が甘楽郡へ名称変更。
- 1955年（昭和30年）3月10日 - 下仁田町・小坂村・西牧村・青倉村・馬山村が合併し、下仁田町が誕生。
- 1956年（昭和31年）4月1日 - 南牧村の一部（大字小沢の内、字漆原/大萱/山の神/金沢/横岩/青梨子）を境界変更で編入。大字名称を大字下郷に変更。
- 1965年（昭和40年）4月1日 - 町章決定。
- 1969年（昭和44年）4月10日 - 妙義荒船佐久高原国定公園指定。
- 1974年（昭和49年）11月18日 - 役場新庁舎落成。
- 1985年（昭和60年）10月12日 - 町の花（桜）、木（杉）、鳥（うぐいす）指定。下仁田町民憲章制定。
- 1990年（平成2年）4月1日 - 防災行政無線運用開始。
- 2008年（平成20年）8月27日 - 富岡市・南牧村とともに「富岡甘楽地域合併研究会」を設立。甘楽町にも参加を呼びかけていく予定とした。
- 2011年（平成23年）9月 - 日本ジオパークに認定。

## 行政・立法

### 町長
- 岩崎正春（2024年12月5日就任、1期目）[4][5]

### 町議会
- 議長：島崎紘一（2019年9月11日就任）
- 副議長：千野榮治（2019年9月11日就任）
- 議員定数：12人（任期：2023年9月9日まで）

### 県議会
- 選挙区：甘楽郡選挙区
- 定数：1名
- 任期：2023年（令和5年）4月30日 - 2027年（令和9年）4月29日[6]

| 議員名 | 会派名     | 備考 |
| ------ | ---------- | ---- |
| 牛木義 | 自由民主党 |      |

### 衆議院
- 任期 ： 2024年（令和6年）10月27日 - 2028年（令和10年）10月26日（「第50回衆議院議員総選挙」参照）

| 選挙区 | 議員名   | 党派名     | 当選回数 | 備考   |
| --- | -------- | ---------- | -------- | ------ |
| 群馬県第5区（下仁田町、渋川市、富岡市、安中市、高崎市〈旧群馬町・箕郷町・榛名町・倉渕村域〉、北群馬郡、甘楽郡、吾妻郡） | 小渕優子 | 自由民主党 | 9        | 選挙区 |

## 人口
| |                                          |  |
| 下仁田町と全国の年齢別人口分布（2005年） | 下仁田町の年齢・男女別人口分布（2005年） |  |
| ■紫色 ― 下仁田町 ■緑色 ― 日本全国 | ■青色 ― 男性 ■赤色 ― 女性                |  |
| 下仁田町（に相当する地域）の人口の推移 \| 1970年（昭和45年） \| 17,573人 \| \| \| 1975年（昭和50年） \| 16,285人 \| \| \| 1980年（昭和55年） \| 15,228人 \| \| \| 1985年（昭和60年） \| 14,237人 \| \| \| 1990年（平成2年） \| 13,683人 \| \| \| 1995年（平成7年） \| 12,266人 \| \| \| 2000年（平成12年） \| 11,171人 \| \| \| 2005年（平成17年） \| 10,144人 \| \| \| 2010年（平成22年） \| 8,911人 \| \| \| 2015年（平成27年） \| 7,564人 \| \| \| 2020年（令和2年） \| 6,576人 \| \| |                                          |  |
| 総務省統計局 国勢調査より |                                          |  |
| 1970年（昭和45年） | 17,573人                                 |  |
| 1975年（昭和50年） | 16,285人                                 |  |
| 1980年（昭和55年） | 15,228人                                 |  |
| 1985年（昭和60年） | 14,237人                                 |  |
| 1990年（平成2年） | 13,683人                                 |  |
| 1995年（平成7年） | 12,266人                                 |  |
| 2000年（平成12年） | 11,171人                                 |  |
| 2005年（平成17年） | 10,144人                                 |  |
| 2010年（平成22年） | 8,911人                                  |  |
| 2015年（平成27年） | 7,564人                                  |  |
| 2020年（令和2年） | 6,576人                                  |  |

2008年10月時点の高齢化率は、男35.15%、女42.90%、全体で39.13%である。

## 警察
- 富岡警察署下仁田分庁舎・下仁田交番（旧・下仁田警察署）

## 消防
- 富岡甘楽広域消防本部
  - 下仁田消防署（甘楽郡下仁田町大字下小坂162-1）
  - 西牧分遣所（甘楽郡下仁田町大字南野牧6079-5）

## 名所・旧跡・観光
- ほたる山公園
- 下仁田温泉
- 西下仁田温泉「荒船の湯」
- 荒船湖畔農村公園
- 荒船湖（道平川ダム）
- サン・スポーツランド下仁田

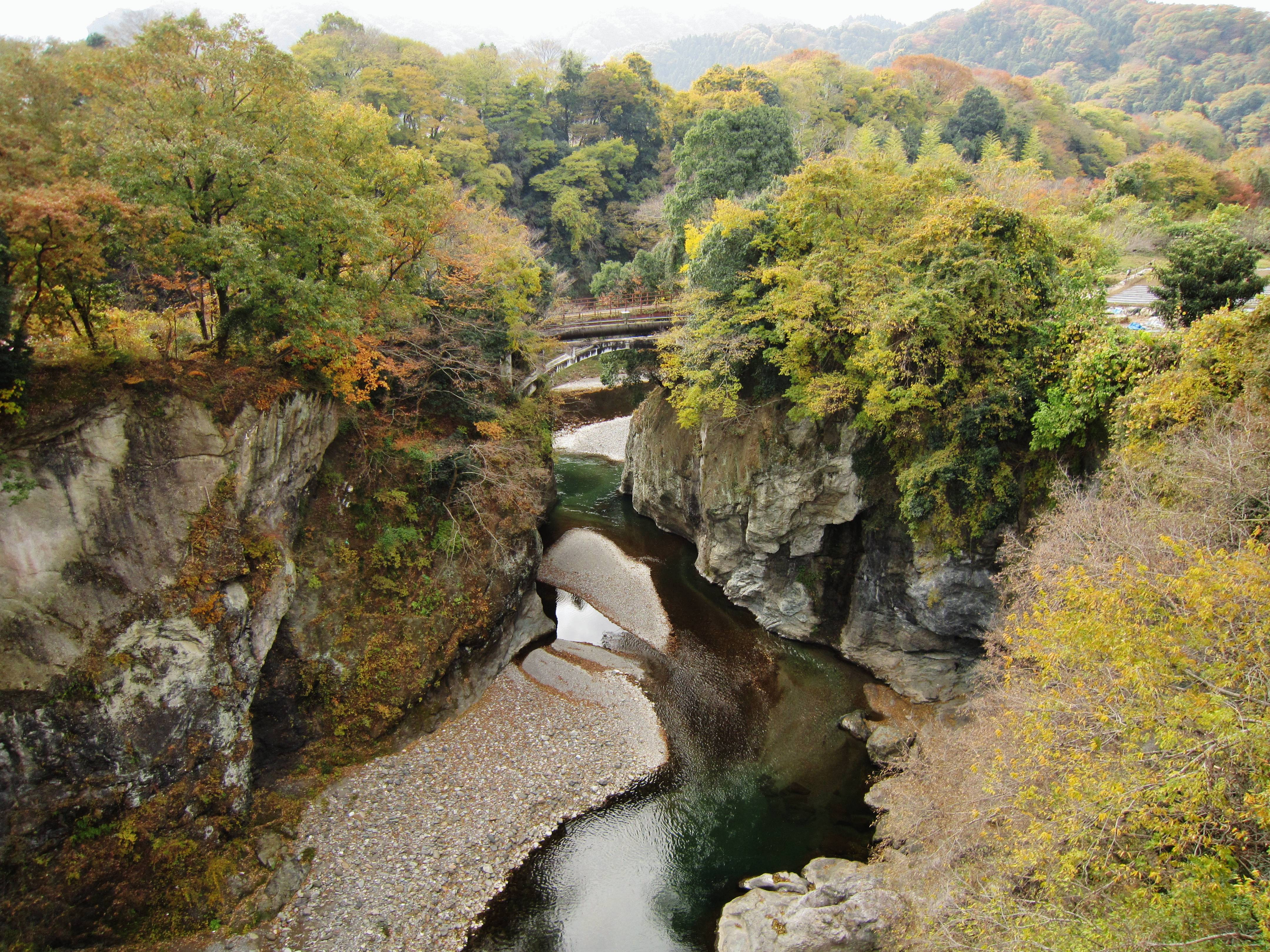
不通渓谷

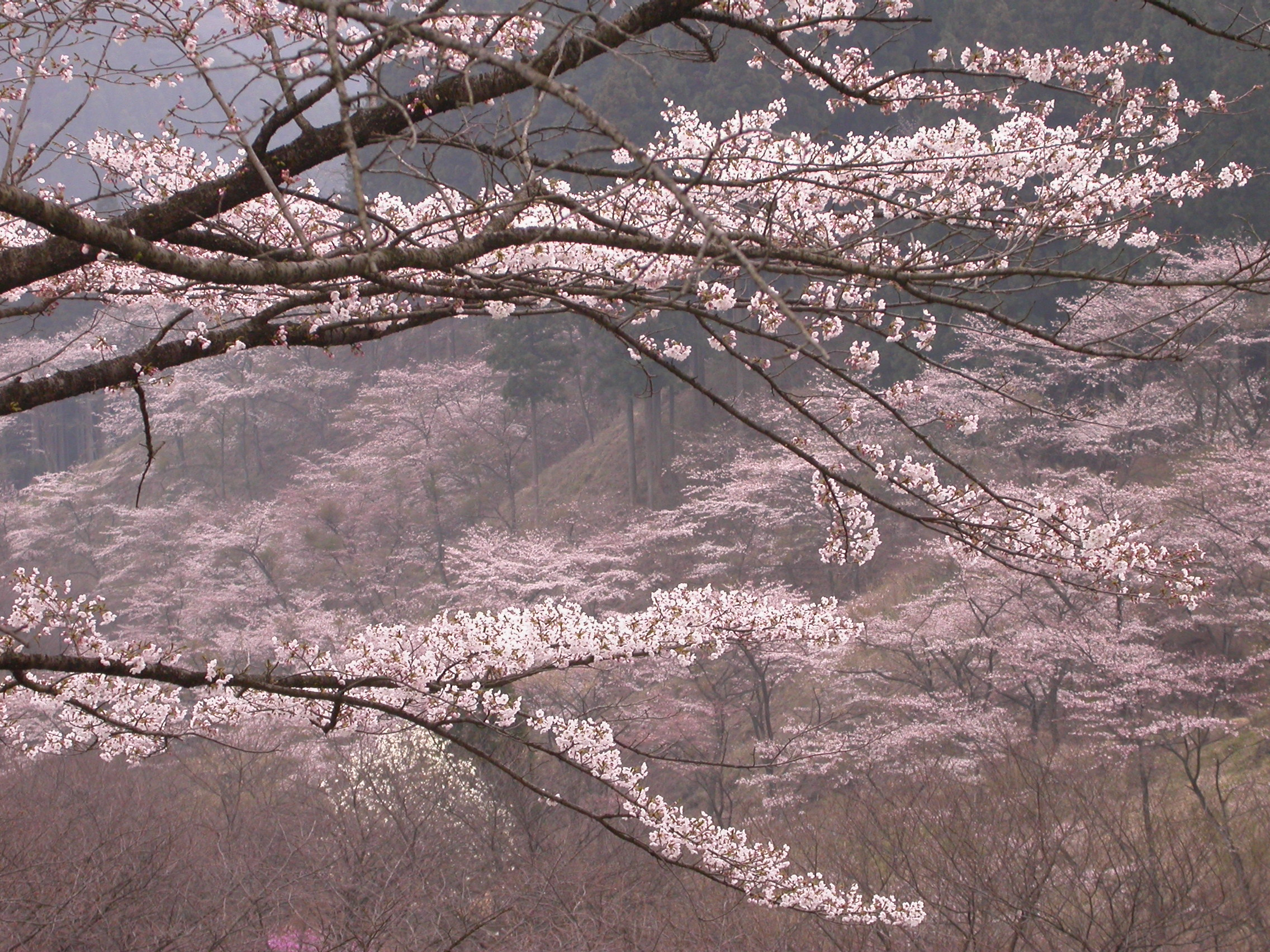
妙義山さくらの里

- 上州姫街道もみじライン - 上州姫街道のうち、本宿から和美峠にかけてを指す（県道下仁田・軽井沢線）
- 妙義山さくらの里（47ha、50種15,000本の桜）
- 歴史民俗資料館「ふるさとセンター」
- 荒船山
- 荒船風穴 - 国の史跡。「富岡製糸場と絹産業遺産群」の構成資産。
- 物語山（メンベ岩）
- 御堂山（ジジ岩・ババ岩）[3]
- 阿唱念の滝 - 空居上人が阿唱念山吉祥院瑞光寺を建立して一大霊場にしようとした場所。
- 妙義山
- 神津牧場
- 高橋道斎の墓（群馬県指定史跡、1963年指定）
- 西牧関所（藤井関所）跡 - 上州姫街道にある関所。
- 下仁田戦争高崎藩士戦死の碑、「義烈千秋」水府烈士の弔魂碑など。
- 永寿寺の芭蕉句碑
- 中小坂鉄山
- 2016年4月より、シンガーソングライターの歌菜子が観光PR大使を務めている[7]。
- ほたる山公園で毎年9月に野外イベント「Vibration table」が開催されている。
- 下仁田あじさい園

## 特産品

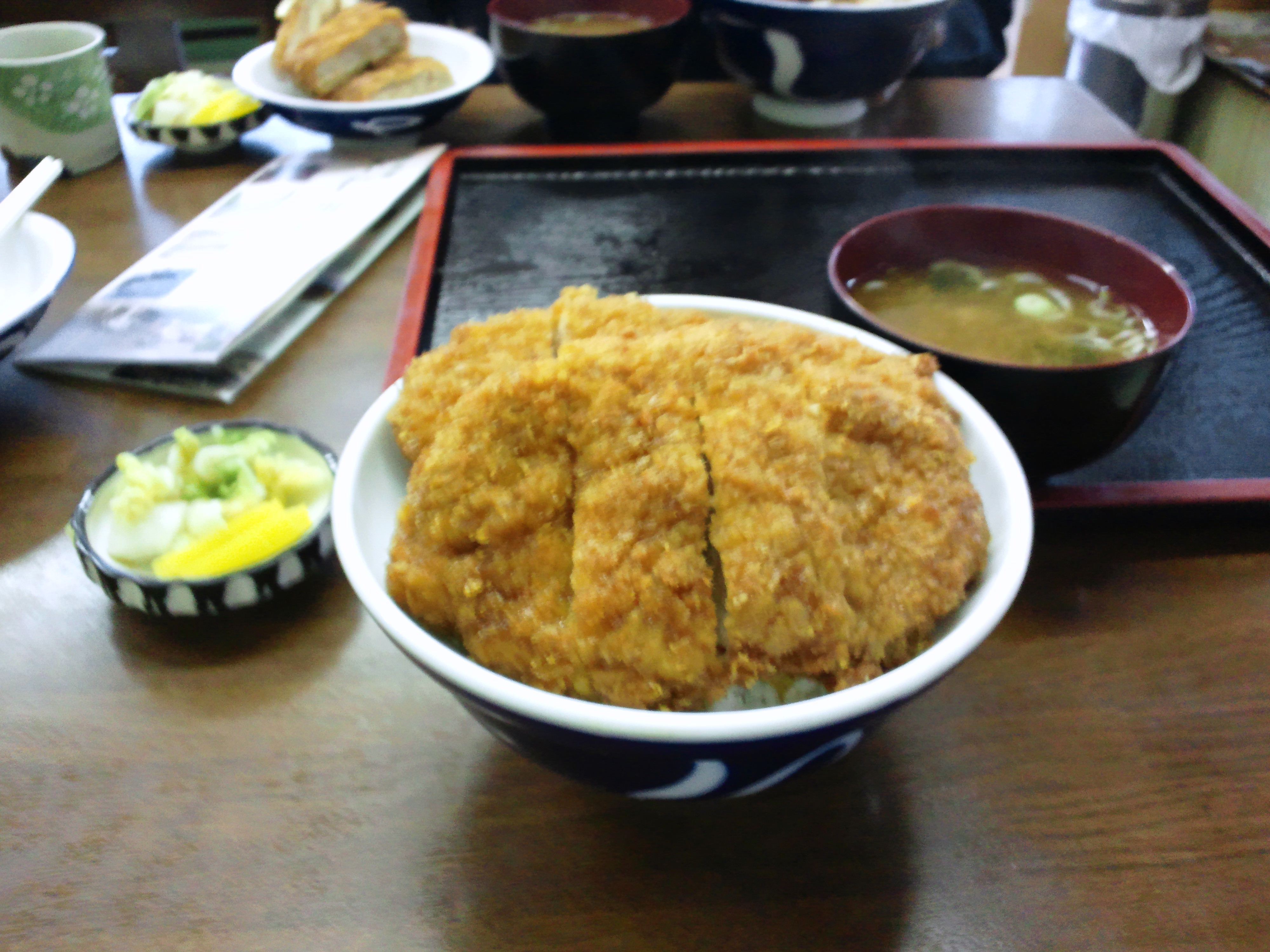
下仁田カツ丼

- 下仁田ネギ（別名「殿様ねぎ」）
- コンニャク

こんにゃく手作り体験道場がある。
- 下仁田カツ丼

いわゆる醤油たれかつ丼のこと。町おこしで町内加盟店でスタンプラリーを行なっている。
- 上州下仁田焼

## 交通

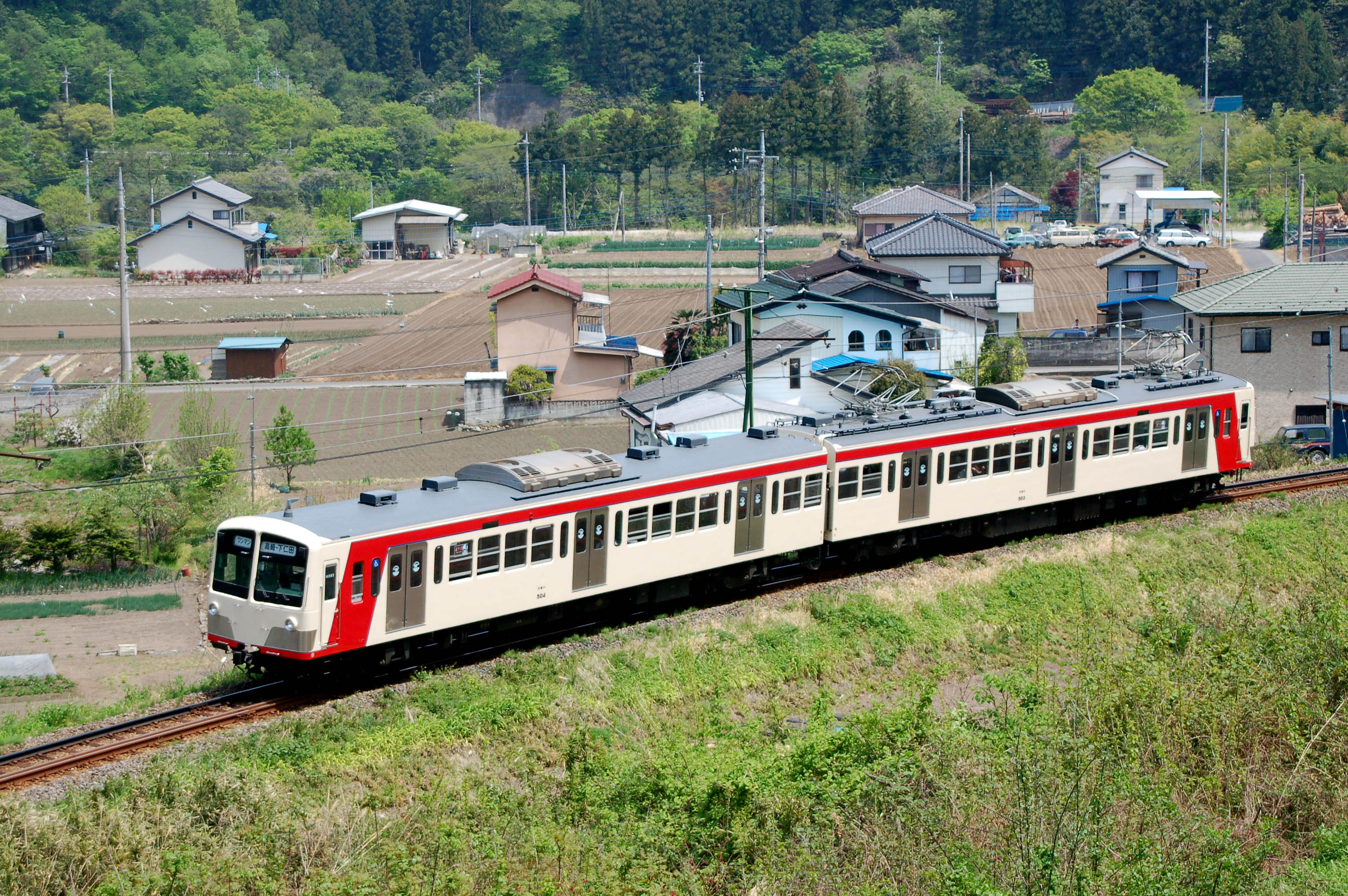
上信電鉄（2006年撮影）

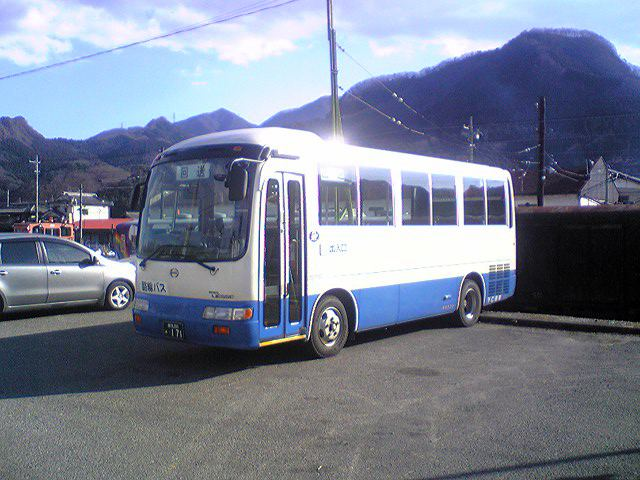
下仁田駅の路線バス

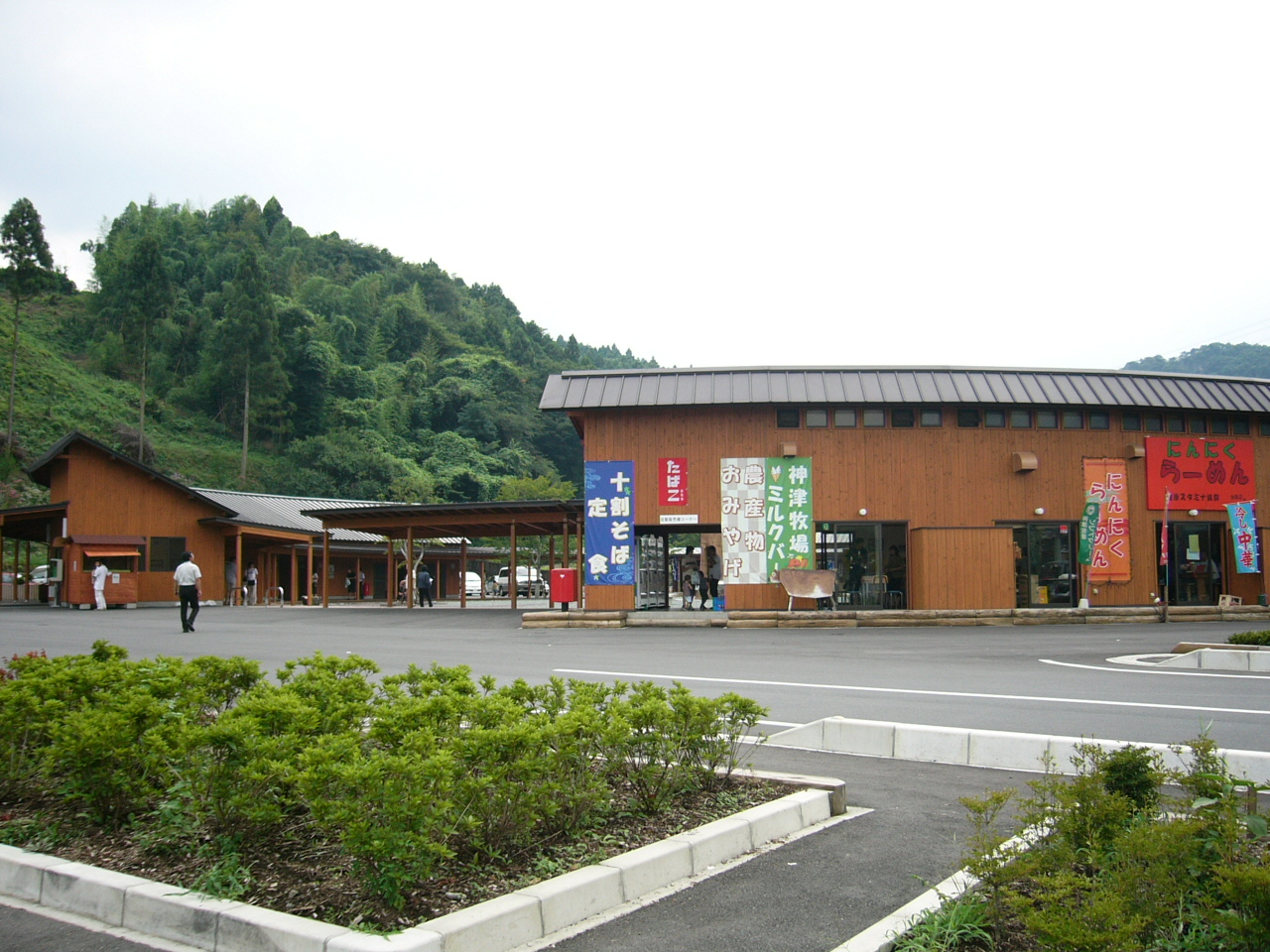
道の駅しもにた

### 鉄道
- 上信電鉄上信線：下仁田駅

### 道路
高速道路
- 上信越自動車道

下仁田IC
一般国道
- 国道254号（町内に道の駅しもにたが所在[9]）

主要地方道
- 群馬県道・長野県道43号下仁田軽井沢線
- 群馬県道・長野県道44号下仁田浅科線
- 群馬県道45号下仁田上野線
- 群馬県道48号下仁田安中倉渕線
- 群馬県道51号松井田下仁田線
- 群馬県道・長野県道93号下仁田臼田線

一般県道
- 群馬県道・長野県道108号下仁田佐久穂線
- 群馬県道172号小平下仁田線
- 群馬県道193号下仁田小幡線
- 群馬県道195号南蛇井下仁田線
- 群馬県道196号上小坂四ッ家妙義線
- 群馬県道208号下仁田停車場線

### 路線バス等
- 高速バス千曲線（西武観光バス、千曲バス）「道の駅しもにた」内に「下仁田」バス停がある。
  - 佐久線：バスタ新宿・池袋駅東口・練馬駅・川越的場 - 下仁田・臼田
  - 上田線：バスタ新宿・池袋駅東口・練馬駅・川越的場 - 下仁田・上田営業所・別所温泉
- 下仁田町営しもにたバス（上信電鉄グループ「上信ハイヤー」へ運行委託）
  - 馬山線：下仁田駅 - 上鎌田（所要約20分、蒔田経由は約30分）
    - 平日上下3往復 土・日・祝日上下3往復運行

  - 中之嶽線：下仁田駅 - 四ツ家上（所要約20分）
    - 平日上5便・下6便 土・日・祝日上3便・下4便運行

  - 初鳥屋線：下仁田駅 - 初鳥屋（所要約30分）
    - 平日上4便・下5便 土・日・祝日上3便・下4便運行

  - 市野萱線：下仁田駅 - 市野萱（所要約30分）
    - 平日上下7往復 土・日・祝日上3便・下4便運行

  - 青倉線：下仁田駅 - 坊主渕（所要約20分）
    - 平日上下5往復 土・日・祝日上下3往復運行
- 南牧村営南牧バス
  - 下仁田町内分：下仁田駅 - 上宮室（所要約15分）
  - 南牧村内分：上宮室（下仁田町） - 勧能・熊倉
    - 平日上下9往復 土・日・祝日上7便・下8便運行
- 上野村乗合タクシー
  - 富岡総合病院 - 道の駅しもにた - 下仁田駅 - 上野村ふれあい館

## 地区
町では1955年（昭和30年）に合併するまでの旧町村区域を「地区」とし、さらにその下に旧集落の区域を元にした「行政区」を制定、町内を区分している。これは町独自の制度であり、地方公共団体や政令指定都市の行政区とは異なる。
- 下仁田地区
  - 下町区
  - 仲町区
  - 上町区
  - 旭町区
  - 東町区
  - 川井区
  - 吉崎区
  - 栗山区

- 馬山地区
  - 大東区
  - 中央区
  - 小川区
  - 蒔田区
  - 城西区
  - 緑ケ丘区

- 小坂地区
  - 下小坂区
  - 大坂区
  - 中小坂区
  - 上小坂区
  - 大平区
  - 東野牧区

- 西牧地区
  - 本宿区
  - 横間区
  - 南野牧区
  - 市野萱区
  - 西野牧区
  - 矢川区

- 青倉地区
  - 宮室区
  - 大桑原区
  - 下青倉区
  - 上青倉区
  - 土谷沢区

## 学校教育
小学校
- 下仁田町立下仁田小学校

中学校
- 下仁田町立下仁田中学校

高等学校
- 群馬県立下仁田高等学校

## 著名な出身者
- 井森美幸 - タレント
- 土屋博映 - 跡見学園女子大学教授・代々木ゼミナール講師
- 高橋道斎 - 江戸中期の学者・書家・俳人。群馬県高崎市吉井町にある多胡碑を世に紹介した。
- 関牧翁 - 臨済宗天龍寺派大本山管長、第二百四十一世天龍寺住職。
- 羽鳥一紅 - 江戸中期の俳人・随筆家。著書に『久佐麻久良』（草まくら）や『文月浅間記』がある。
- 堀越啓仁 - 政治家